# Патрицій (роман)
«Патри́цій» (англ. The Patrician) — роман англійського письменника Джона Голсуорсі, опублікований в 1911 році. У творі викладено історію забороненого кохання аристократа Мілтоуна до одруженої жінки Одрі Новел, в основу роману частково покладена історія особистих стосунків автора з дружиною його кузена.

## Історія
Про початок роботи над «Патрицієм» Джон Голсуорсі згадував так: «Ідея роману зародилась у мене під час одного обіду в палаті громад у 1908 році, коли навпроти мене за круглим столом сидів якийсь молодий політик». Письменник вирішив у задуманому творі показати боротьбу снобізму, властивого вищій аристократії, з суспільно табуйованою поведінкою.
На розвиток такої сюжетної лінії певною мірю вплинула і особиста життєва ситуація Голсусорі. Протягом десяти років він таємно зустрічався з дружиною свого кузена Адою; згодом до отримання жінкою офіційного розлучення коханці усамітнено жили в заміському будинку письменника. Аду гнітила ця вимушена відлюдкуватість, тому вона цілком присвятила себе літературній роботі Голсуорсі, друкуючи рукописи коханого і даючи критичні зауваження щодо його роботи. Саме її риси письменник втілив в образі головної героїні роману Одрі Новел. Про «Патриція» Ада відізвалась наступним чином: «Ах, то була моя книга». Джон Голсуорсі також вважав цей роман найкращою своєю роботою, написаною на той час.
«Патрицій» вийшов друком 6 березня 1911 року. Роман схвально прийняли в літературних колах Англії, Франції, США. Пізніше він неодноразово перевидавався і був перекладений іншими європейськими мовами.

## Сюжет
Карадоки — зразкова аристократична родина Великої Британії. В характері бабусі, леді Кастерлі, аскетизм поєднується з вимогливим ставленням до інших, вона живий носій відмираючих аристократичних традицій. Її син та невістка — подружжя Веллісів — також втілюють буржуазну мораль початку XX століття. Нехай їхнє сімейне життя і не бездоганне, але на людях вони вдягають маску доброчесності. Цю лінію поведінки продовжують двоє їхніх дітей: Гьюберт Карадок — сухий, стриманий молодик, який працює на дипломатичній ниві, і Агата Шроптон — невиразна господиня дому, яка постійно тримається в тіні чоловіка і турбується лише про добробут домашніх. На цьому тлі незвично виглядають ще двоє молодих Карадоків: старший син Юстас, віконт Мілтоун і молодша дочка Барбара. Юстас починає робити політичну кар'єру, однак надто прискіпливо ставиться до своїх обов'язків перед виборцями і цієї щирістю бентежить батьків. Барбара поводить себе як нонконформістка, від неї також можна очікувати несподіванок.
Досить швидко з'являється привід для занепокоєння. Юстас заводить дружбу з молодою жінкою на ім'я Одрі Новел, яка самотньо мешкає у селі поблизу. За чутками, вона розлучена, а тому не може бути рівнею справжньому аристократу. Ще один новосел — Чарлз Курт'є, друг Одрі Новел і політичний супротивник Юстаса. Дивак Курт'є небезпечний хоча б тим, що завжди стає на бік переможених. За іронією долі, цей «лицар програних битв» закохується в Барбару, яка також спалахує коханням до чоловіка, який набагато старший за неї.
Одного вечора Курт'є потрапляє в халепу, йому на допомогу поспішають Юстас з Одрі. Втім, їхня поява на людях в такий пізній час компрометує віконта Мілтоуна, політична кар'єра якого опиняється під загрозою. Це спонукає віконта просити руки коханої, однак Одрі зізнається, що насправді одружена з чоловіком, якого ніколи не любила. Ситуацію ускладнює те, що її подруг — священник, який за жодних обставин не погодиться розлучитися. Нервове напруження від усвідомлення безвиході викликає у Юстаса сильну гарячку. Барбара приводить до братового ліжка Одрі, за допомогою якої той одужує.
Юстас Карадок постає перед вибором — погодитись на позашлюбні відносини з Одрі або розлучитися з коханою назавжди. Схожа проблема виникає і в житті Барбари. Вона дізнається про від'їзд Курт'є з країни, тепер і їй доведеться вирішувати: боротися за коханого супротив свого класового оточення чи просто погодитися на шлюб із палко закоханим у неї віконтом Харбінджером. Оточення Юстаса штовхає його на шлях перелюбу, який задовольняє всіх: лицемірних батьків, зголоднілу за коханням Одрі та навіть її друга Чарльза, який завжди пливе проти течії громадської думки. Однак Юстас Карадок усвідомлює, що не може бути політиком, не дотримуючись тої правди, яку сповідує на словах; він відмовляється від кохання на користь власної кар'єри. Барбара одружується з віконтом Харбінджером.

## Аналіз твору
В романі «Патрицій» Джон Голсуорсі підіймає питання, над яким як митець роздумував усе життя — «Що становить мету людського існування — особисте щастя чи служіння суспільним нормам?» Таку фабулу можна пояснити почасти сублімацією тих емоцій, які породило приватне життя автора, почасти — кризою буржуазної моралі на початку XX століття.
Багатьма художніми деталями і філософськими міркуваннями «Патрицій» схожий на «Сагу про Форсайтів». Однак між цими творами є і суттєві відмінності. Сюжет «Саги» обривається на розлуці нещасливого подружжя, яка не оформлена юридично, при цьому коханець гине, тобто у фізичному сенсі перелюб стає неможливим. У «Патриції» головний герой добровільно відмовляється від позашлюбних відносин, однак Голсуорсі показує, що це рішення — не прояв високої особистої моралі Юстаса, а данина традиціям свого класу, адже той просто не уявляє, чим аристократ може займатися крім політики. Суспільні норми перемагають потяг до особистої свободи і втіленням цього є остання сцена, в якій фігурує леді Кастерлі — бездушна стара, в якій зосереджені великосвітські амбіції.